# Groupe Kundè
Groupe Kundè encore connu sous le nom de Compagnie Kundè est un groupe de musique camerounais d'expression patrimoniale, composé de Manal, Ngouma, Biboum.

## Histoire du groupe
Le groupe retrace l'histoire de la culture basa'a. Son nom signifie indépendance. Il propose des sonorités du peuple basa'a ainsi que ses danses notamment le makunè,.

## Biographie des membres
Il est composé de Manal, Ngouma et Biboum.
Sadrak, un rappeur camerounais en est membre.

## Discographie

### Albums
A leur actif, ils ont sorti en 2010 Kunde Minguen et Gwèlba en 2013.

### Singles
- 2006 : Sandja bara avec Boudor[6]

## En concert
- 2021 : 2ème édition de l'arbre de Noël à Douala pour un don[7], spectacle gratuit au Queen Plazza d'Edéa[8];
- 2018 : Spectacle du groupe à l'institut français du Cameroun à Douala en sponsoring par l'association Mbog li a'a[6];
- 2015 : Fête de la Musique  à Douala[9];
- 2014 : Fête de la Musique  à Douala[10],[11];
- 2012 : 2ème édition du festival international de l’oralité nommé Quartier Sud[12];

## Collaborations
- 2006 : Sandja baro avec Boudor[6]